# Ростропович Мстислав Леопольдович

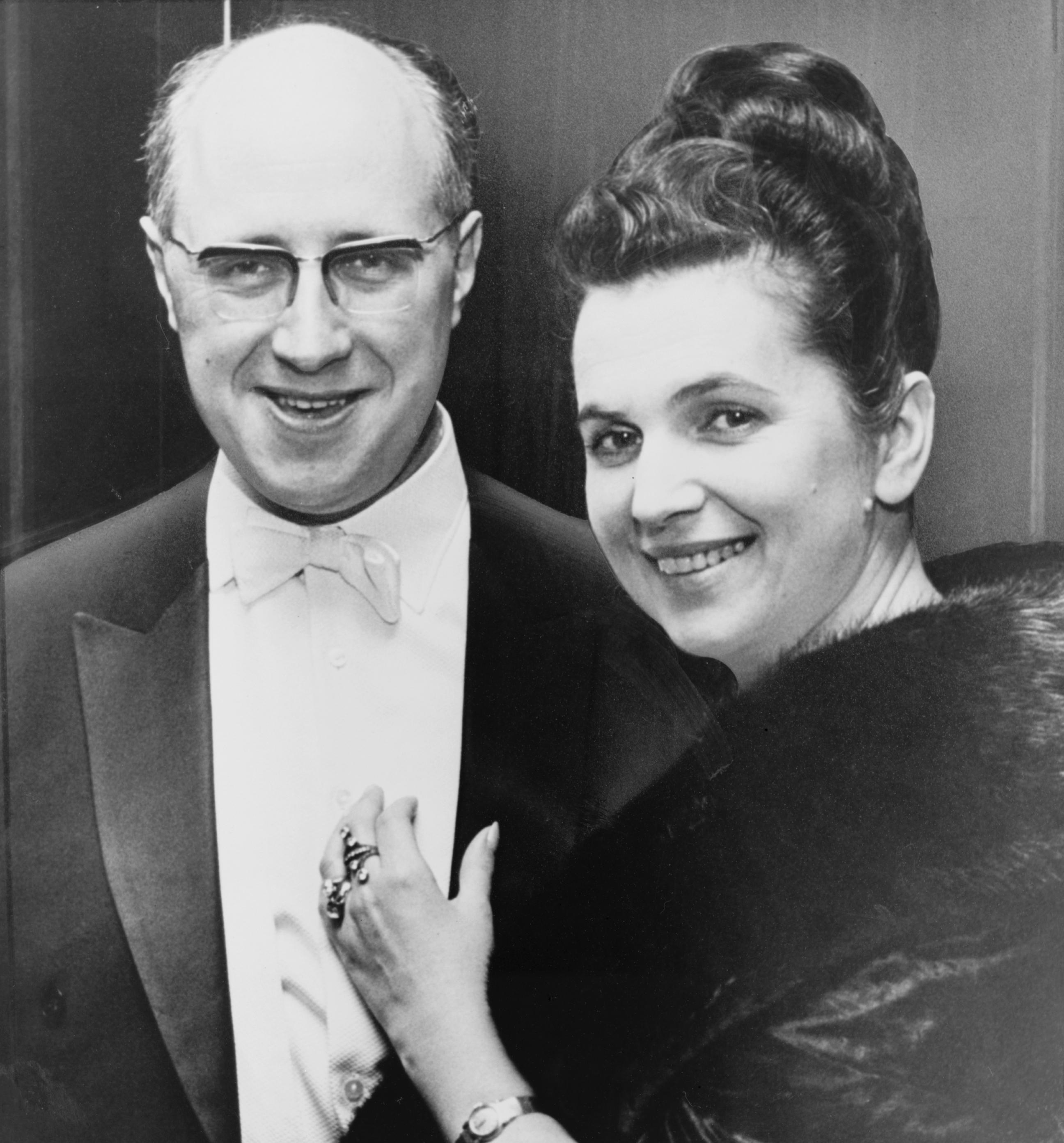
З дружиною Галиною Вишневською, 1965

Мстисла́в Леопо́льдович Ростропо́вич (рос. Мстислав Леопольдович Ростропович; 27 березня 1927, Баку, Азербайджанська РСР, СРСР — 27 квітня 2007, Москва, РФ) — видатний радянський і російський віолончеліст, диригент, композитор, педагог, громадський діяч. Народний артист СРСР (1966), лауреат Сталінської (1951) і Ленінської (1964) премій СРСР, Державної премії РФ (1992). 

## Життєпис
Почав займатися музикою з раннього дитинства разом із батьками — його батько, Леопольд Вітольдович Ростропович (1892—1942), був відомим віолончелістом, а мати — піаністкою.
У 16 років він поступив до Московської консерваторії, де вивчав композицію у Сергія Прокоф'єва і Дмитра Шостаковича.
1945 року завоював популярність як віолончеліст, вигравши золоту медаль на першому в СРСР конкурсі молодих музикантів. Завдяки міжнародним контрактам і турам Ростропович став відомим на Заході.
З 1974 року він став одним із провідних диригентів Заходу.
Протягом 17 сезонів був беззмінним диригентом і художнім керівником Національного симфонічного оркестру в Вашингтоні, який під його керівництвом увійшов до числа найкращих оркестрів США. Крім того, Ростропович диригував оркестрами Берлінської філармонії, Бостонського симфонічного оркестру, Лондонського симфонічного оркестру і Лондонської філармонії. Його останніми записами були Концерт Шнітке для віолончелі з оркестром № 2 і «Повернення в Росію» — унікальний документальний фільм про поїздку Ростроповича в Москву з Національним симфонічним оркестром в 1990 році.
Ростропович важко хворів: у лютому і квітні 2007 року йому зробили дві операції у зв'язку із злоякісною пухлиною печінки.
Помер в клініці в Москві 27 квітня 2007 року. Прощання з Ростроповичем відбулося 28 квітня в Великому залі Московської консерваторії.
Похований Ростропович на Новодівочому цвинтарі в Москві.

## Творчість
Репертуар був надзвичайно широким. Він став першим виконавцем 117 творів для віолончелі, здійснив 70 оркестрових прем'єр. Як камерний музикант виступав в ансамблі з Святославом Ріхтером, у тріо з Емілем Гілельсом і Леонідом Коганом, окрім того акомпанував на фортепіано своїй дружині — співачці Галині Вишневській.
За його власним визнанням, на формування його особистості величезний вплив мали три композитори — Сергій Прокоф'єв, Дмитро Шостакович та Бенджамін Бріттен.
Близько 60 композиторів присвятили свої твори Ростроповичу, зокрема, крім вказаних вище, Арам Хачатурян, Оґюст Беріо, Альфред Шнітке, Леонард Бернстайн, Вітольд Лютославський, Кшиштоф Пендерецький, Анрі Дютійо, Б. Чайковський.

## Благодійна діяльність
Відомий і своєю благодійною діяльністю: він був президентом «Благодійного фонду Вишневської-Ростроповича», що надає допомогу дитячим лікувальним установам РФ, а також одним із піклувальників Школи імені А. М. Горчакова, яку відродили в дусі і традиціях царськосільського ліцею.

## Нагороди й звання

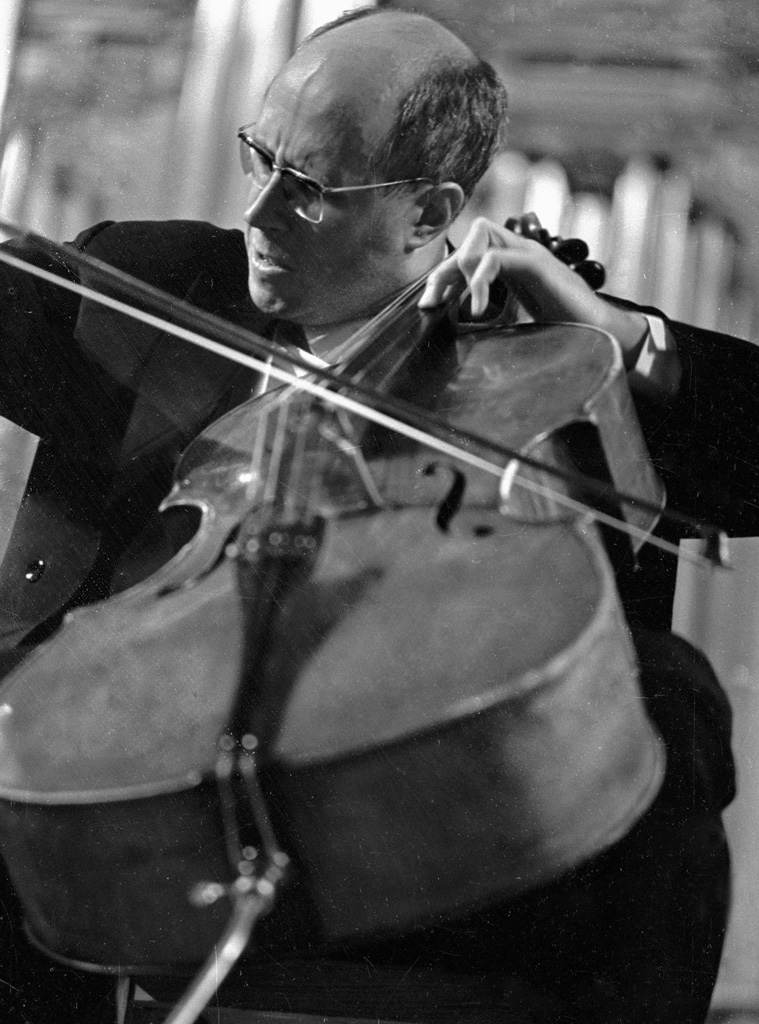
1959

- Дійсний член Академії мистецтв Франції (входить до числа «Сорока безсмертних») (1987)
- Почесний іноземний член Американської академії мистецтв і наук (1972)
- Член Національної академії Санта-Чечілія (1971)
- Член Шведської королівської музичної академії (1975)
- Член Королівської академії музики Англії (1984)
- Член-кореспондент Мюнхенської академії мистецтв (1981)
- Почесний громадянин 28 міст та областей (Афіни, Токіо, Тель-Авів, Єрусалим, Ал-Бандрель, Мілан, Флоренція, Вільнюс, Тбілісі, Оренбург, Воронеж, Буенос-Айрес, Слов'янськ та інші)
- Командор ордена мистецтв та літератури (Франція) 1975
- Почесний орден Діамантової зірки (Тайвань) 1977
- Орден Франціско Міранди 1-го класу (Венесуела) 1979
- Офіцер Ордена Почесного легіону (1987-командор, 1998-великий офіцер, Франція)
- Командор ордена Данеброг (Данія) 1983
- Орден Сантьяго да Еспада (Португалія)
- Орден Гейдара Алієва (Азербайджан) 2007
- Нагорода Греммі (1970, 1977, 1980, 1983, 2003)
- Премія Альберта Швейцера (1985)
- Премія Вольфа (2004)